# Unión de Liebres
Unión de Liebres är en ort i Mexiko.   Den ligger i kommunen Salamanca och delstaten Guanajuato, i den centrala delen av landet, 250 km nordväst om huvudstaden Mexico City. Unión de Liebres ligger 1 721 meter över havet och antalet invånare är 433.
Terrängen runt Unión de Liebres är platt åt sydväst, men åt nordost är den kuperad. Runt Unión de Liebres är det tätbefolkat, med 257 invånare per kvadratkilometer. Närmaste större samhälle är Irapuato, 18,5 km väster om Unión de Liebres. Runt Unión de Liebres är det i huvudsak tätbebyggt.